# Stockfisch

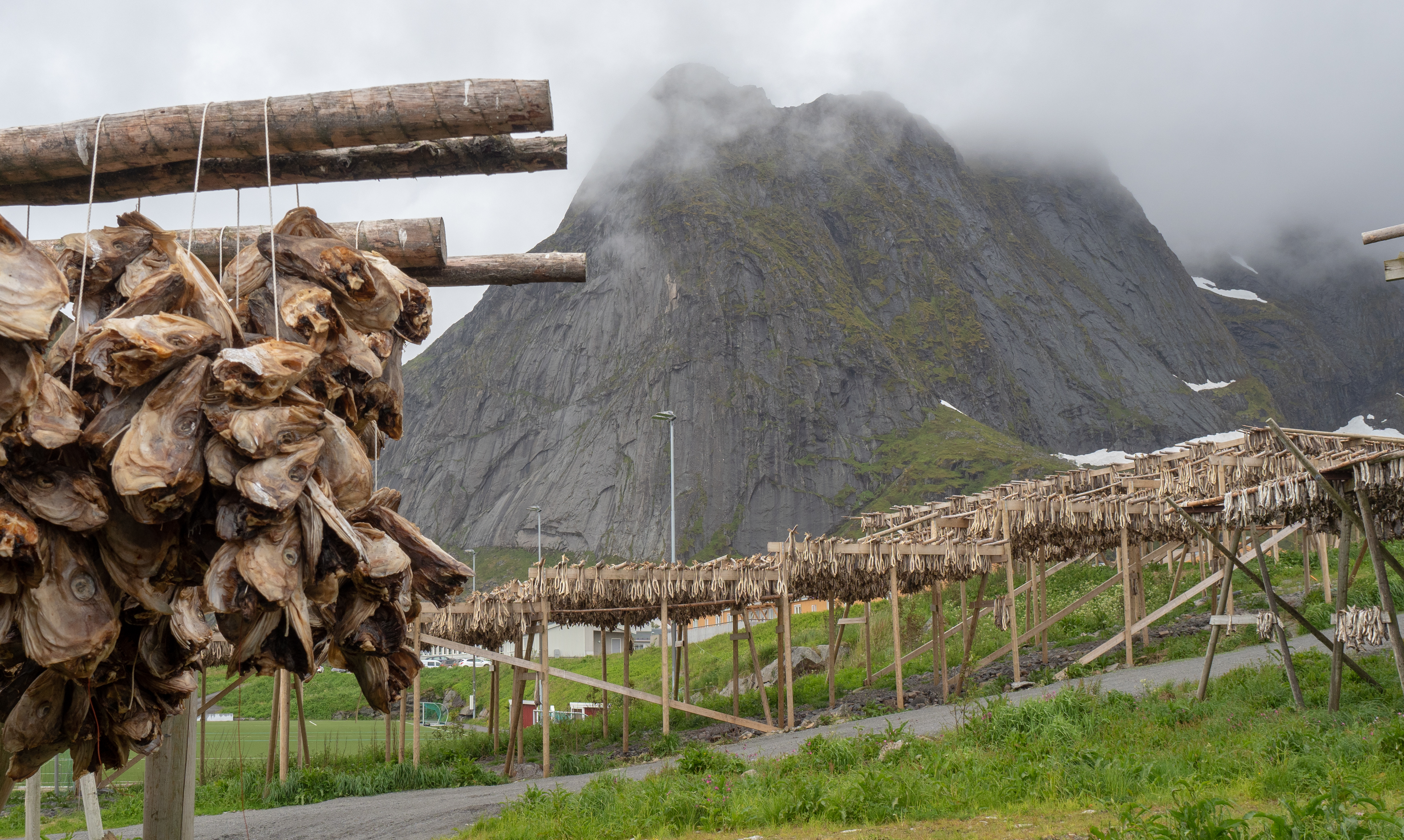
Trockengestelle mit Stockfisch auf Lofoten

Stockfisch ist durch Lufttrocknung haltbar gemachter Fisch – vor allem Kabeljau (Dorsch), auch Seelachs, Schellfisch und Leng. Vor der Trocknung werden die Köpfe und Eingeweide der Fische entfernt.
Beim Stockfisch werden die Fische paarweise an den Schwanzflossen zusammengebunden und zum Trocknen auf Holzgestelle (norwegisch stokk) gehängt. Neuere Forschungen am Helmholtz-Zentrum für Ozeanforschung Kiel ergaben, dass diese Konservierungsmethode ab dem 8. Jahrhundert in Nordnorwegen praktiziert wurde. Bisher wurde angenommen, dass dies erst ab dem 13. Jahrhundert geschah.
Der äußerlich nach der gleichen Methode (schwanzweises Paarbinden) hergestellte Klippfisch ist vom Stockfisch zu unterscheiden: Klippfisch wird vor der Trocknung stark gesalzen, Stockfisch wird ausschließlich getrocknet.
Stock- und Klippfisch waren ursprünglich ein sogenanntes „Arme-Leute-Essen“, da Kabeljau in ausreichender Menge gefangen wurde.

## Geschichte
Stockfisch diente in früheren Zeiten der massenhaften Versorgung von Schiffsmannschaften und Soldatenheeren. Handel und Versorgung mit so konservierten Fischen beeinflussten in erheblichem Maß die Entdeckungen und die Weltpolitik der westlichen Welt.
Als die Eroberung Amerikas die Versorgung der Schiffsbesatzungen mit unverderblichen Lebensmitteln erforderlich machte, besann man sich auf die lange bekannte Tradition der Konservierung mit Salz. Luftgetrocknetes, gesalzenes Fleisch ist in Form von Parma- oder Serrano-Schinken bis heute sehr beliebt. Zusammen mit Sauerkraut, das Vitamin C enthält und damit Skorbut vorbeugt, war Stockfisch eines der am meisten verbreiteten Lebensmittel der damaligen Zeit.
Da für die Seefahrt sehr viele dieser Nahrungsmittel hergestellt wurden, wurde der Stockfisch auch auf dem Festland der Mittelmeerländer zunehmend bekannt, wo Fisch bisher wegen der Transportprobleme wenig verbreitet war.
Eine weitere Bedeutung kam dem Stockfisch als beliebte Fastenspeise im Mittelalter zu. Die Esskultur im Mittelalter wurde nachdrücklich von der Verwendung dieses Fisches geprägt. Vor allem die inländische Bevölkerung fernab fischreicher Gewässer war stark am leicht konservierbaren Fisch interessiert. So nahm auch der Handel mit Stockfisch einen wichtigen Teil im Hansischen Handelsvolumen ein. Die Monopolrechte u. a. auf den Handel mit Stockfisch sicherten der Hansestadt Lübeck in ihrer mittelalterlichen Blütezeit im 14./15. Jahrhundert wirtschaftlichen Wohlstand.
Durch den starken Rückgang der Kabeljaubestände in den letzten Jahrzehnten ist der klassische Stockfisch heute relativ teuer geworden und hat somit seinen Ruf als „Arme-Leute-Essen“ weitgehend verloren.

## Zubereitung
Stockfisch kann gewässert zubereitet oder roh verzehrt werden. Wässern bedeutet, dass der Fisch in reichlich Wasser kühl gestellt wird. Nach zwei bis drei Tagen, je nachdem wie häufig das Wasser gewechselt wird, und nach geschmacklicher Vorliebe ist der Fisch bereit zur Weiterverarbeitung in der Küche. Er nimmt während dieser Wässerungszeit sehr stark an Volumen zu.
Besonders in Portugal, und von dorther kommend auch in Brasilien, wird Stock- und Klippfisch – portugiesisch Bacalhau, (Aussprache: „bakaljau“, niederländisch bakkeljauw genannt) – auch heute noch zu einer Vielzahl traditioneller Gerichte verarbeitet. Neben dem Bohnen- und Fleischeintopf Feijoada gehören Bacalhau-Zubereitungen zu den dortigen Nationalgerichten. Ein im portugiesischsprachigen Raum verbreitetes Sprichwort sagt, dass es 365 verschiedene Rezepte gäbe – für jeden Tag des Jahres eines.
In Norwegen und Russland wird Trockenfisch auch roh und ungewässert, in mundgerechte Stücke zerteilt und ohne weitere Zutaten als Zwischenmahlzeit serviert. In Island bestreicht man die Fischstücke gern mit (gesalzener) Butter.

## Nationalküchen

### Italien
Stockfisch wird hauptsächlich in Venetien, Ligurien, den Marken, Latium und Süditalien serviert; es gibt auch Spezialitätenrestaurants dafür. In Supermärkten kann man ihn an der Fischtheke kaufen. Er wird pescestocco oder stoccafisso, in Süditalien auch abgekürzt stocco genannt. In Venetien und einigen Gegenden der Lombardei wird der Stockfisch baccalà genannt. Dies kann zu Missverständnissen führen, da im übrigen Italien der Begriff baccalà für Klippfisch steht, also der mit Salz haltbar gemachten Variante. Für die Zubereitung des Stockfisches gibt es viele Rezepte, die sich von Region zu Region unterscheiden: Anconetanischer Stockfisch, Ligurischer Stockfisch, Genueser Stockfisch.
Die ersten dokumentierten Stockfischimporte erfolgten 1561. Siebzig Prozent der gesamten norwegischen Stockfischproduktion gehen heute nach Italien. In Ancona gibt es sogar eine "Accademia dello Stoccafisso".

### Frankreich
Vor allem im Norden Frankreichs wurde Stockfisch verzehrt. Im Süden entwickelte sich die Zubereitungsart der Brandade, zu der allerdings auch Frischfisch genommen werden kann.

### Spanien

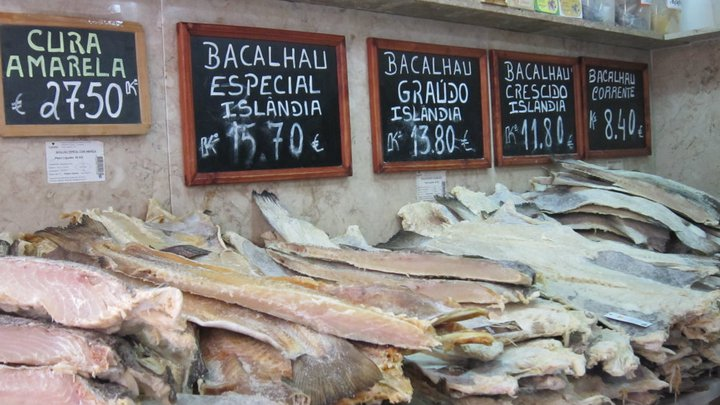
Bacalhau-Auslage in der Innenstadt von Lissabon

Bacalao wird gern in Verbindung mit Tomaten als Gemüse oder Sauce gebraten. Da die Zubereitung nicht trivial ist, viel Zeit und etwas Geschick erforderlich ist, gehört der Fisch heute zwar zu einem der am weitesten verbreiteten Gerichte, stellt aber doch etwas Besonderes dar. Klippfisch ist insbesondere Bestandteil der baskischen Küche, wird aber auch häufig in Navarra und der Rioja zubereitet.

### Portugal

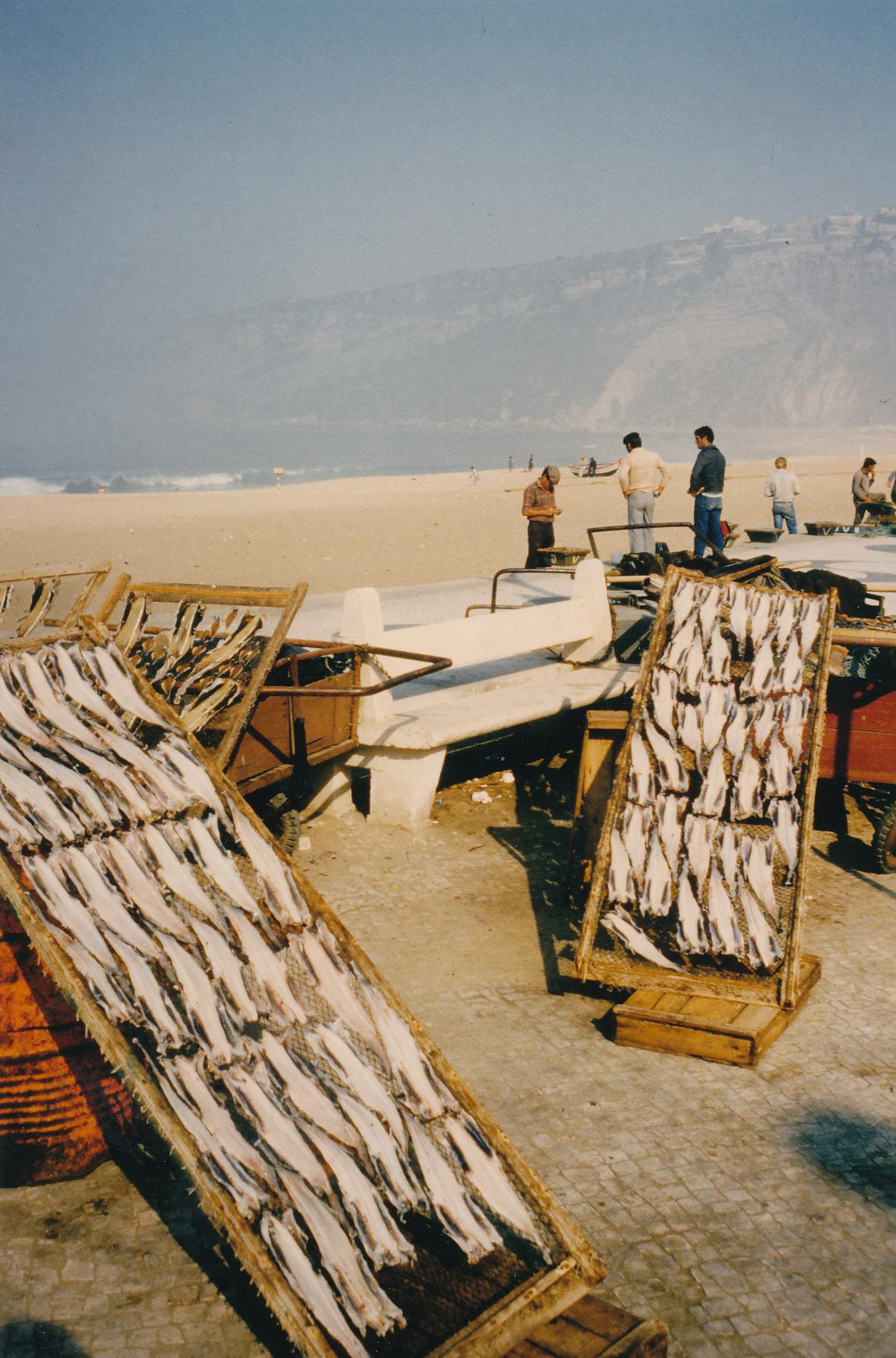
Stockfisch am Strand von Nazaré

Eine wichtige Rolle in der portugiesischen Küche spielt der Bacalhau, von dem pro Jahr und Person durchschnittlich 7 kg ungewässert und 15 kg gewässert verzehrt werden. Er wird roh, mariniert, gegrillt oder gekocht gegessen; man verarbeitet ihn in Suppen, Salaten, Vorspeisen (Pastéis de Bacalhau), Hauptgerichten und sogar Desserts.
Portugal beansprucht zudem ein eigenes Herstellungsverfahren für Klippfisch (Bacalhau de cura tradicional portuguesa). Dieses Verfahren verlangt eine Trocknungszeit von ca. 150 Tagen, die Trocknung nur durch Wind und Sonne (oder in einem Trocknungs-Tunnel) sowie die ausschließliche Verwendung von reinem Meersalz zum Einreiben des Fischs. Diese besondere Herstellungsweise ist europaweit als „garantiert traditionelle Spezialität“ geschützt.

### Kroatien
In Dalmatien gehört der Bakalar zu den traditionellen katholischen Fastenspeisen, insbesondere an Heiligabend, Aschermittwoch und Karfreitag.

### Griechenland
Auf der Insel Kefalonia wird der Bakaliaros (seltener Stokfisi genannt) paniert mit Skordalia (einem Kartoffelpüree mit Olivenöl und Knoblauch) serviert. Dieses Gericht ist in ganz Griechenland verbreitet, vor allem wird es am 25. März zum Nationalfeiertag serviert.

### Russland
In Russland wird getrockneter Fisch (russisch Сушёная рыба Suschonaja ryba oder Таранка Taranka) oft als salziger Snack zum Bier gegessen.

### Skandinavien

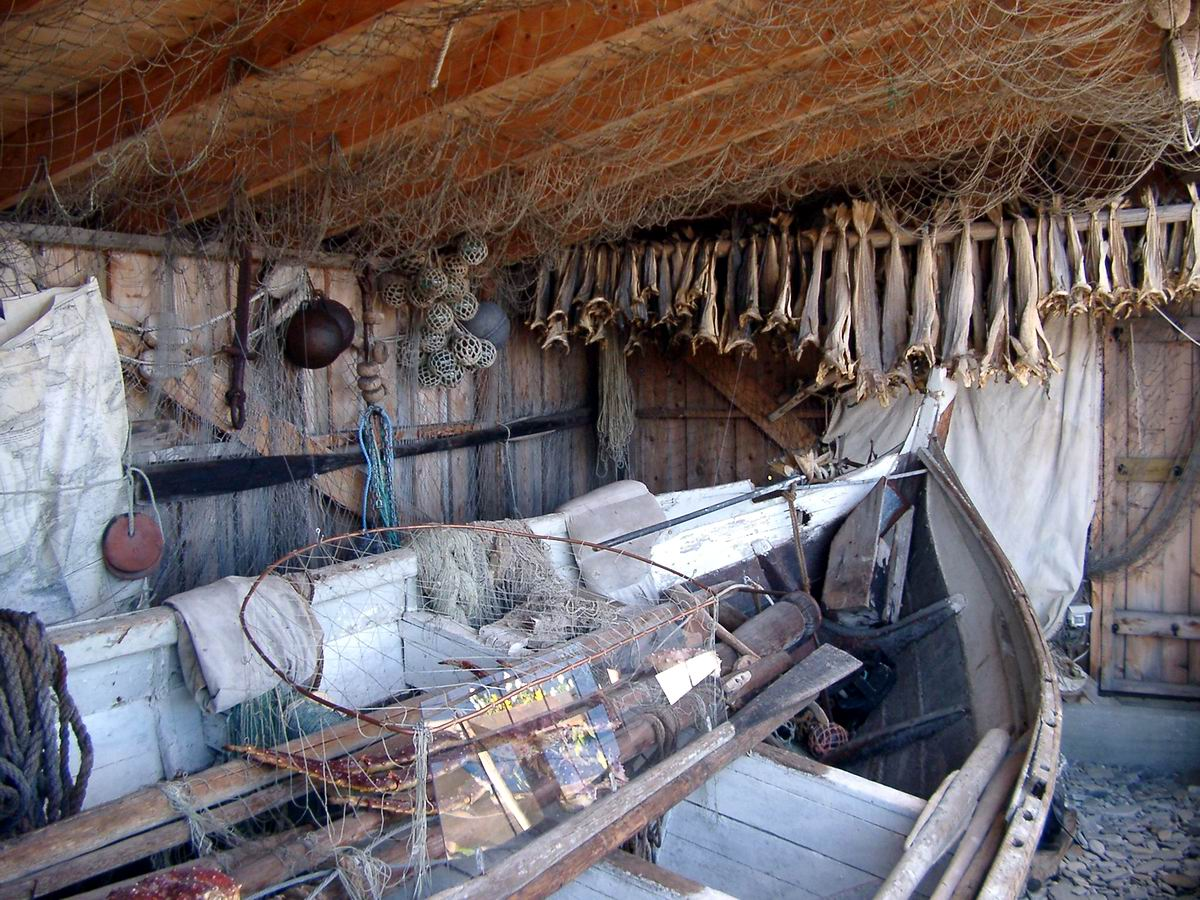
Stockfisch am Porsangerfjord

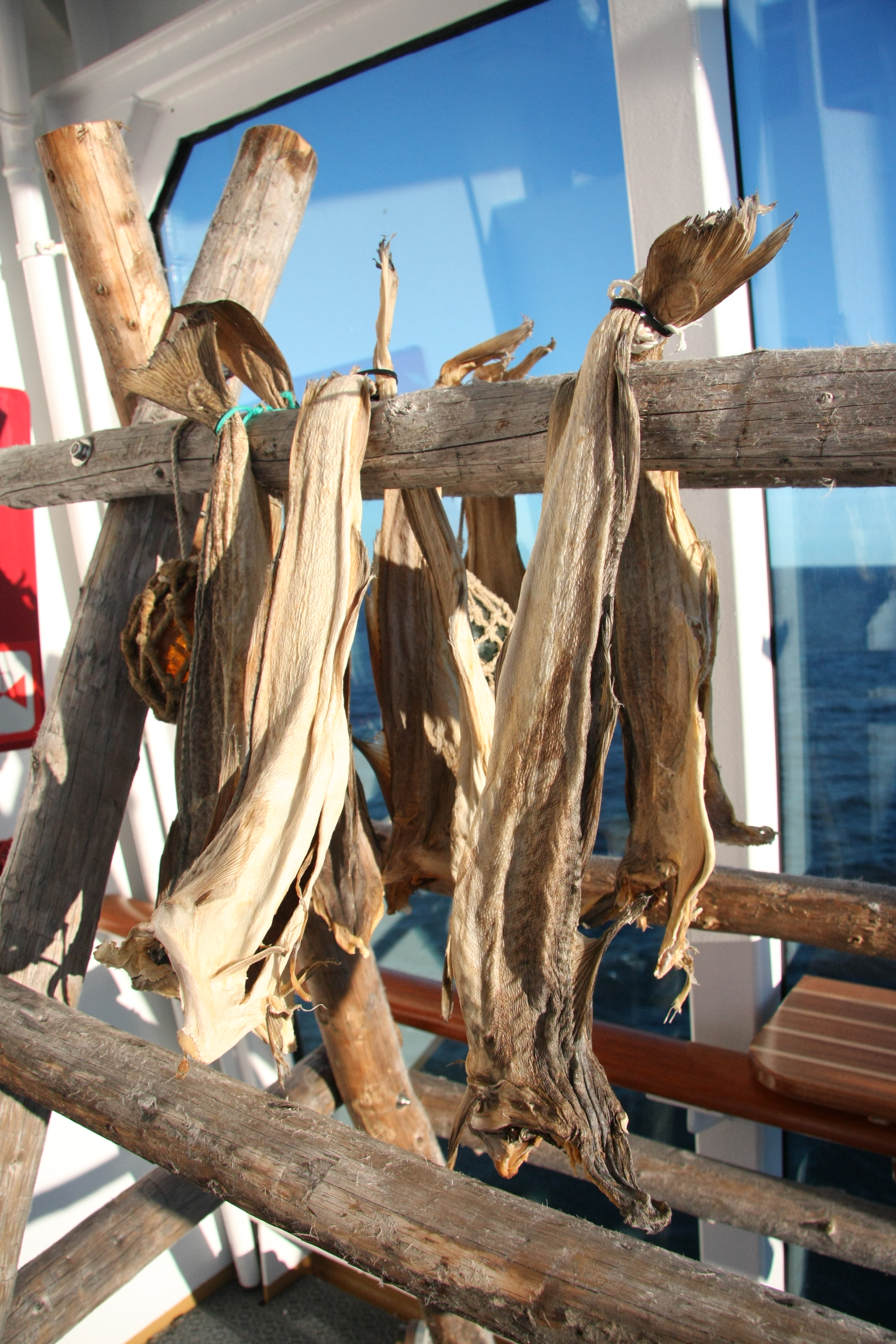
Stockfisch am Hurtigrutenschiff Midnatsol

In Skandinavien ist der Stockfisch als tørrfisk oder torrfisk (Dörrfisch) weit verbreitet. Insbesondere in Norwegen und Island hat der Trockenfisch eine lange Tradition. Bis ins 20. Jahrhundert wurde der Fisch noch auf großen Gestellen im Salzwind getrocknet. Noch heute wird diese Methode an einigen Orten praktiziert. Die gesalzene Variante wird klippfisk genannt. Eine weitere Veredlung stellt der Lutefisk dar.

### Japan
In Japan ist Trockenfisch als Himono (干物) populär.

### Deutschland
Als traditionelle Fastenspeise war Stockfisch, vor allem vom Kabeljau, früher in Deutschland weit verbreitet; heute gibt es ihn nur noch örtlich als regionale Spezialität im Frankenwald und im Fichtelgebirge.
Demgegenüber gibt es noch heute in Deutschland verzehrten Trockenfisch, wie den Dreught Fisch – getrocknete Schollen aus Hamburg-Finkenwerder, die jedoch kein Stockfisch sind. Stockfisch und der gegrillte Steckerlfisch, der insbesondere in Bayern in vielen Biergärten angeboten wird, haben ebenfalls nichts miteinander zu tun.

### Nigeria
Nigeria ist einer der weltgrößten Importeure von Stockfisch. Stockfisch ist eine Hauptzutat vieler Gerichte, darunter Afang, Egusi, Edikaikong und Ofe nsala.